# Прудок (Бычихинский сельсовет)
Прудок (бел. Прудо́к) — деревня в Городокском районе Витебской области Белоруссии. Входит в состав Бычихинского сельсовета.
Находится примерно в 6 км к востоку от более крупной деревни Бычиха.

## Население
- 1999 год — 57 человек
- 2010 год — 21 человек [3]
- 2019 год — 5 человек[1]

## Достопримечательность

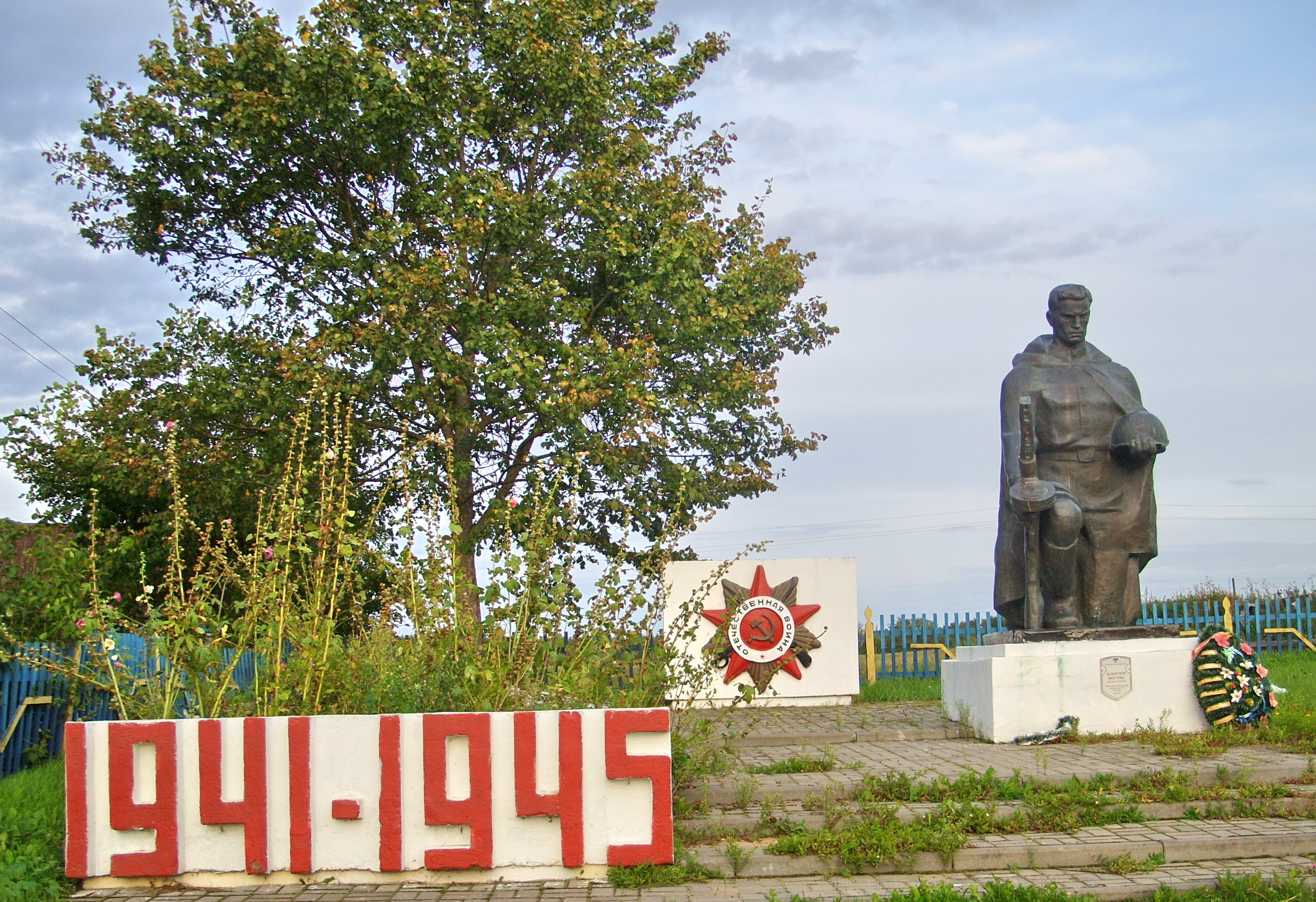
Военное кладбище

- Военное кладбищеВоенное кладбище